# Bakairi
I Bakairi  sono un gruppo etnico del Brasile che ha una popolazione stimata in 950 individui (1999).

## Lingua
Parlano la lingua Bakairi, lingua che appartiene alla famiglia linguistica Karib. Tutti i Bakairi parlano anche il  portoghese. Identificano loro stessi con il termine Kura che significa "persone", "esseri umani".

## Insediamenti
Vivono nello stato brasiliano del Mato Grosso, nei territori indigeni Bakairi e Santana. Santana si trova nel comune di Nobres e prende il nome da uno degli affluenti del Rio Novo. La terra indigena Bakairi è quasi interamente situata nel comune di Paranatinga, sulla riva destra del Paranatinga, affluente del Tapajós, e nel comune di Planalto da Serra. Entrambi i territori sono omologati ufficialmente.

## Storia
Originariamente i Bakairi erano stanziati nell'area della confluenza dei fiumi Verde e Paranatinga. A causa di conflitti interni e di scontri con altri gruppi indigeni locali, in particolare con i Kayabí, essi migrarono in altre zone in tre diverse fasi. In una prima fase migrarono presso le sorgenti del fiume Arinos, nel XVIII secolo. Questo gruppo fu il primo ad essere raggiunto dai bandeirantes e sfruttato per attività minerarie. Un altro gruppo migrò verso il fiume Paranatinga, in zone sfruttate da minatori, agricoltori e allevatori e furono anch'essi sfruttati in tali attività nei primi anni del XIX secolo. Un terzo gruppo, il più grande in termini numerici, migrò verso le zone superiori del fiume Xingu perdendo ogni contatto con i primi due gruppi. I Bakairi del Paranatinga furono guide, interpreti e produttori di canoa per le spedizioni di Karl von den Steinen intraprese tra il 1884 e il 1887 e per altri esploratori e studiosi negli anni seguenti. Negli anni quaranta del XX secolo, i vari gruppi furono riuniti in un unico insediamento. Una piccola parte fu trasferita in altre comunità di gruppi indigeni diversi.
Oggi i Bakairi sono un popolo essenzialmente fluviale, principalmente dediti alla pesca e in misura minore all'agricoltura e alla caccia. Vivono dispersi in vari gruppi e ogni gruppo dispone di un territorio precedentemente stabilito e di cui è proprietario di ogni risorsa naturale. I territori prendono il nome dai fiumi e dai ruscelli e che ne identificano i confini. c